# Kamnik
Kamnik este un oraș din comuna Kamnik, Slovenia, cu o populație de 12.197 de locuitori.

## Personalități născute aici
- Rudolf Maister (1874 - 1934), ofițer, poet sloven;
- Fran Albreht (1889 - 1963), scriitor sloven.